# タイ・プレミアリーグ2003-04
タイ・プレミアリーグ2003-04は、1996-97シーズンに創設されてから8シーズン目のタイ・プレミアリーグである。大会名はタイ・リーグ（タイ語: ไทย ลีก, 英語: Thai League）。

## 概要
2003-04年シーズンは、昨年のタイ・ディヴィジョン1リーグの上位2チームが昇格した。バンコク・ユニバーシティは初昇格、ロイヤル・タイ・ネイビーは2シーズンぶりのプレミアリーグ復帰となった。
クルン・タイ・バンクが2シーズン連続、通算2回目の優勝を果たした。クルン・タイ・バンク、2位のBECテロ・サーサナはAFCチャンピオンズリーグ2005出場権を獲得した。ロイヤル・タイ・エアフォース、シンタナの2チームはディヴィジョン1リーグへ降格する。
オーソットサパーのVimol Jankamが14得点で得点王に輝いた。年間最優秀選手にはクルン・タイ・バンクのPichitphong Choeichiu、同最優秀監督にはクルン・タイ・バンクのWorrawoot Dangsamerが選出された。

## 所属チーム（2003-04年シーズン）
- クルン・タイ・バンク （前年優勝）
- BECテロ・サーサナ
- ポート・オーソリティ・オブ・タイランド
- バンコク・バンク
- ロイヤル・タイ・エアフォース
- オーソットサパー
- シンタナ
- タイ・タバコ・モノポリー
- バンコク・ユニバーシティ （ディヴィジョン1リーグから昇格）
- ロイヤル・タイ・ネイビー （ディヴィジョン1リーグから昇格）

## 順位表
| 順位 | チーム                                 | 試 | 勝 | 分 | 敗 | 得 | 失 | 差  | 勝点 | 備考                        |
| ---- | -------------------------------------- | -- | -- | -- | -- | -- | -- | --- | ---- | --------------------------- |
| 1    | クルン・タイ・バンク                   | 18 | 12 | 2  | 4  | 33 | 18 | +15 | 38   | AFCチャンピオンズリーグ2005 |
| 2    | BECテロ・サーサナ                      | 18 | 10 | 4  | 4  | 33 | 22 | +11 | 34   | AFCチャンピオンズリーグ2005 |
| 3    | オーソットサパー                       | 18 | 10 | 3  | 5  | 43 | 23 | +20 | 33   |                             |
| 4    | バンコク・ユニバーシティ               | 18 | 9  | 4  | 5  | 26 | 22 | +4  | 31   |                             |
| 5    | ポート・オーソリティ・オブ・タイランド | 18 | 9  | 1  | 8  | 29 | 28 | +1  | 28   |                             |
| 6    | バンコク・バンク                       | 18 | 7  | 5  | 6  | 28 | 21 | +7  | 26   |                             |
| 7    | ロイヤル・タイ・ネイビー               | 18 | 5  | 4  | 9  | 18 | 27 | -9  | 19   | RTN 0-0 TTM1                |
| 8    | タイ・タバコ・モノポリー               | 18 | 4  | 7  | 7  | 16 | 18 | -2  | 19   | TPL・DIV1入れ替え戦         |
| 9    | ロイヤル・タイ・エアフォース           | 18 | 4  | 4  | 10 | 14 | 38 | -24 | 16   | ディヴィジョン1リーグ降格   |
| 10   | シンタナ                               | 18 | 2  | 2  | 14 | 18 | 41 | -23 | 8    | ディヴィジョン1リーグ降格   |

1 順位は勝利数による。
- Thailand 2003/04 - RSSSF (Rec.Sport.Soccer Statistics Foundation)

## TPL・DIV1入れ替え戦
8位のタイ・タバコ・モノポリーとタイ・ディヴィジョン1リーグ3位のロイヤル・タイ・アーミーが対戦した。タイ・タバコ・モノポリーはタイ・プレミアリーグに残留する。
| チーム1                  | 結果  | チーム2                  | 第1戦 | 第2戦 |
| ------------------------ | ----- | ------------------------ | ----- | ----- |
| タイ・タバコ・モノポリー | 3 - 1 | ロイヤル・タイ・アーミー | 2 - 0 | 1 - 1 |

## 表彰
- 得点王 :  Vimol Jankam （オーソットサパー）
- 年間最優秀選手賞 :  Pichitphong Choeichiu （クルン・タイ・バンク）
- 年間最優秀監督賞 :  Worrawoot Dangsamer （クルン・タイ・バンク）

## コー・ロイヤルカップ
コー・ロイヤルカップ2004は、プレミアリーグ優勝のクルン・タイ・バンクが同2位のBECテロ・サーサナに勝利した。

## タイ・ディヴィジョン1リーグ
タイ・ディヴィジョン1リーグ2003-04は、TOTが優勝した。3位のロイヤル・タイ・アーミーはTPL・DIV1入れ替え戦でタイ・タバコ・モノポリーに1-3で敗れた。TOT、2位のプロヴィンシャル・エレクトリシティ・オーソリティは来シーズンのプレミアリーグに昇格する。